# A-4130
La A-4130 es una carretera autonómica española perteneciente a la Red Complementaria del Catálogo de Carreteras de la Junta de Andalucía que comunica Torvizcón, con la localidad de Laroles (Nevada). Tiene una longitud de 55,62 kilómetros, y discurre por los municipios granadinos de Torvizcón, Almegíjar, Pórtugos, Busquístar, Cástaras, Juviles, Bérchules, Cádiar, Alpujarra de la Sierra, Válor y Nevada.

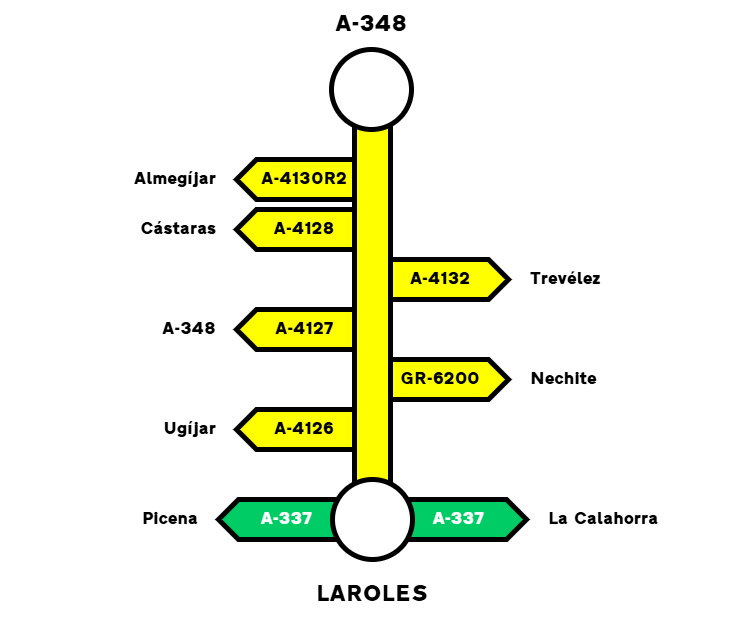
Itinerario de la A-4130.